# Knud Jessen
Knud Jessen (29. november 1884 på Frederiksberg – 14. april 1971 i Lundtofte) var en dansk botaniker og kvartærgeolog.
Han var statsgeolog 1917-1931. I 1931 efterfulgte han C.H. Ostenfeld som professor i botanik ved Københavns Universitet og direktør for Botanisk Have, en stilling han varetog til sin pensionering i 1955. Hans videnskabelige arbejder behandler især vegetationshistorie under seneste mellemistid, i senglacial og siden sidste istid belyst ved pollenanalyse.
Han blev Ridder af Dannebrog 1936, Dannebrogsmand 1941 og Kommandør af 2. grad 1949.
Standard auktorbetegnelse for arter beskrevet af Knud Jessen: K.Jess.
Udvalgte videnskabelig værker
- Jessen, K. (1920) Moseundersøgelser i det nordøstlige Sjælland. Med Bemærkninger om Træers og Buskes Indvandring og Vegetationens Historie. Danmarks Geologiske Undersøgelse, II.række, 34, 1-243. Doktordisputats.

- Jessen, K. with the assistance of H. Jonassen (1935) The composition of the forests in northern Europe in Epipalaeolithic time. Biologiske Meddelelser, Kgl. danske Videnskabernes Selskab 12 (1): 1-64.

En monumental nordisk flora
Jessen, Knud og Aug. Mentz (1937-1940): Vilde Planter i Norden. Anden (1949-51) og tredje udgave (1957-1959) ved Knud Jessen og Kai Gram. Fire bind om karplanter. I 1951 suppleret med et bind om sporeplanter ved Paul Gelting, C.A. Jørgensen og Mogens Køie. G.E.C. Gad, København.